# صدف دوکفه‌ای سفت
صدف دوکفه‌ای سفت (نام علمی: Mercenaria mercenaria) نام یک گونه از راسته صدف‌های سفت‌پوسته است.